# Barichneumonites funebricolor
Barichneumonites funebricolor là một loài tò vò trong họ Ichneumonidae.